# Joanna Januszewska-Jurkiewicz
Joanna Januszewska-Jurkiewicz (ur. 21 sierpnia 1958 w Zabrzu) – polska historyk, dr hab. nauk humanistycznych, adiunkt Instytutu Historii Wydziału Humanistycznego Uniwersytetu Śląskiego w Katowicach.

## Życiorys
Urodziła się 21 sierpnia 1958 roku w Zabrzu, w rodzinie o kresowych lwowsko-wileńskich korzeniach. Do szkoły podstawowej i średniej chodziła w Gliwicach. W 1977 rozpoczęła studia historyczne na Wydziale Nauk Społecznych Uniwersytetu Śląskiego w Katowicach. Na studiach angażowała się w działalność samorządu studenckiego oraz Niezależnego Zrzeszenia Studentów. Ponadto od 1971 angażowała się w działalność harcerstwa. W 1983 roku zaczęła się interesować jej osobą Służba Bezpieczeństwa. Została wytypowana na kandydata na tajnego współpracownika, jednak jej nieprzejednana postawa, jak stwierdzono, „wroga wobec sytuacji społeczno-politycznej kraju”, spowodowała, że nie tylko zrezygnowano z werbunku, ale założono Sprawę Operacyjnego Sprawdzenia o kryptonimie „Historyk”, którą na początku 1986 przekwalifikowano na Sprawę Operacyjnego Rozpracowania. Według Służby Bezpieczeństwa Joanna Januszewska była „duchowym przywódcą” grupy harcerzy związanych z „ruchem oazowym” i podejmowała „szereg negatywnych politycznie inicjatyw oraz działań wychowawczo-ideowych”. Z inicjatywy Służby Bezpieczeństwa uniemożliwiono jej rozpoczęcie kariery naukowej w normalnym trybie. W latach 1981–1988 pracowała jako nauczyciel historii i wychowawca klasy w Szkole Podstawowej nr 22 w Gliwicach. Dopiero w 1987 roku została zatrudniona na stanowisku asystenta w Zakładzie Metodologii i Metodyki Nauczania Historii Instytutu Historii Uniwersytetu Śląskiego. 24 stycznia 1995 obroniła pracę doktorską Zaolzie w polityce rządu i opinii społeczeństwa polskiego w latach 1920–1938, 25 stycznia 2011 habilitowała się na podstawie pracy zatytułowanej Stosunki narodowościowe na Wileńszczyźnie w latach 1920–1939. Objęła funkcję adiunkta w Instytucie Historii na Wydziale Humanistycznym Uniwersytetu Śląskiego w Katowicach. W 2011 uzyskała stopień naukowy doktora habilitowanego na podstawie rozprawy Stosunki narodowościowe na Wileńszczyźnie 1920–1939, za którą otrzymała również Nagrodę Honorową w XI edycji Konkursu im. Wacława Felczaka i Henryka Wereszyckiego.
W swojej pracy badawczej koncentruje się na dziejach politycznych i społecznych tzw. regionów pogranicza, polityce narodowościowej i zagranicznej II Rzeczypospolitej, problematyce mniejszości narodowych w międzywojennej Polsce oraz na historii harcerstwa.